# Platero y Tú
I Platero y Tú sono stati un gruppo musicale spagnolo originario di Bilbao e attivo dal 1989 al 2001.

## Formazione
- Adolfo Cabrales "Fito" - voce, chitarra
- Iñaki Antón "Uoho" - chitarra
- Juantxu Olano "Mongol" - basso
- Jesús García "Maguila" - batteria

## Discografia
- 1990 - Burrock'n Roll
- 1991 - Voy a Acabar Borracho
- 1992 - Muy Deficiente
- 1993 - Vamos Tirando
- 1994 - Hay Poco Rock & Roll
- 1996 - A Pelo (live)
- 1997 - 7
- 2000 - Correos
- 2002 - Hay Mucho Rock'n Roll, Volumen I
- 2005 - Hay Mucho Rock'n Roll, Volumen II